# Orobanche
Genre
Orobanche (les orobanches) est un genre de plantes herbacées parasites, sans chlorophylle, de la famille des Orobanchacées comprenant environ 150 espèces originaires des régions tempérées de l'hémisphère nord.

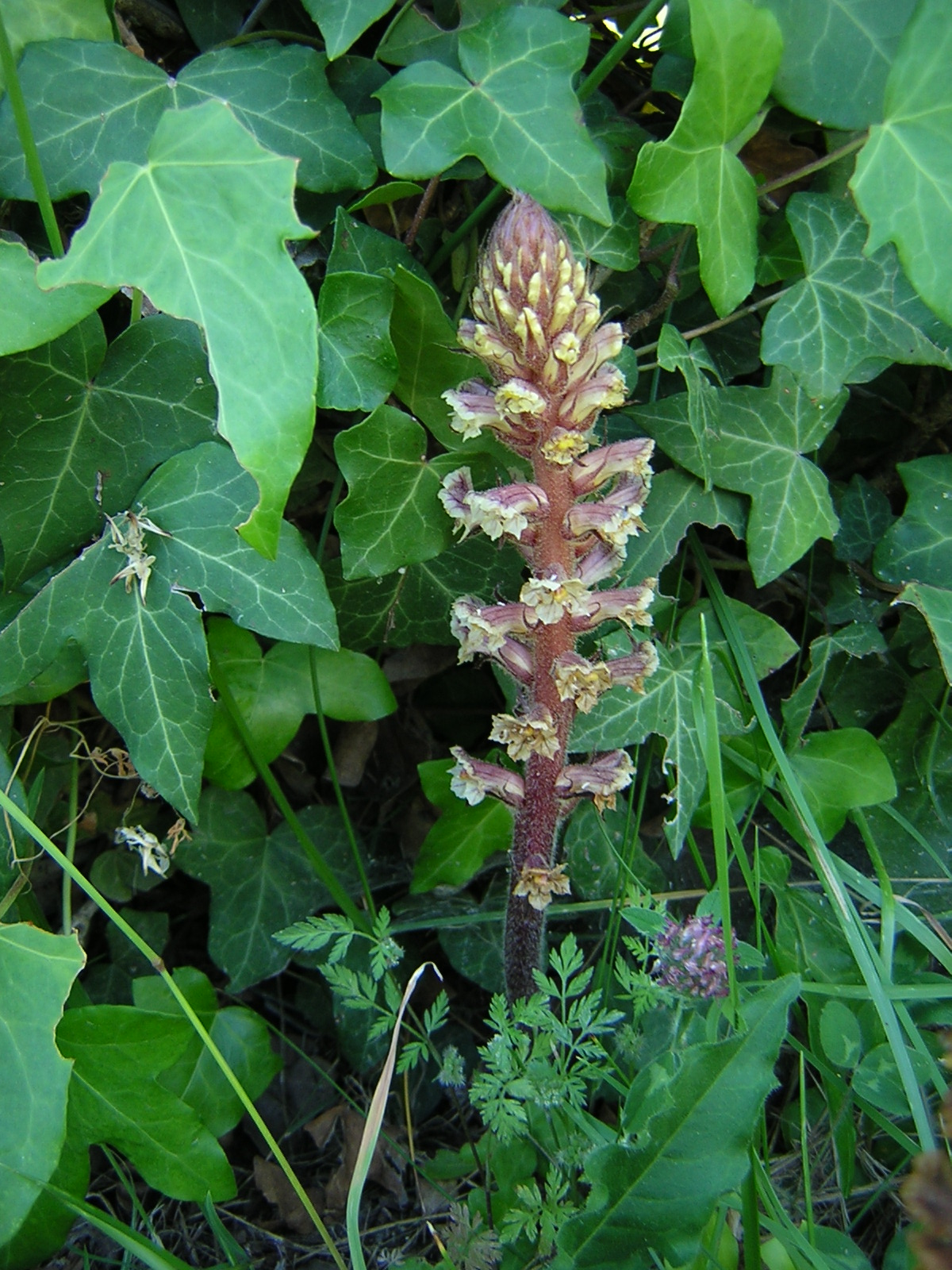
Orobanche du lierre.

## Étymologie
Le nom vernaculaire d'Orobanche vient du grec ancien ὀροβάγχη, orobágkhê, composé de ὄροβος [órobos, sorte d'ers ou de vesce] et de ἄγχω, [ágkhô, étrangler, étouffer] en raison du parasitisme de ces plantes.

## Caractéristiques générales
Les orobanches sont des plantes herbacées de petite taille, de 10 à 60 cm selon les espèces. 
Elles se reconnaissent principalement à leur tige écaillée, dressée, de couleur jaune paille complètement dépourvue de chlorophylle, généralement non ramifiée, aux feuilles en forme d'écailles triangulaires. 

Cette tige porte de petites fleurs bilabiées jaunes, blanches ou bleues groupées en épi terminal de 10 à 20 fleurs (à l'exception d'Orobanche uniflora aux fleurs solitaires). 
En dehors de la période de floraison, aucune partie de ces plantes n'est visible à la surface du sol. Les fleurs apparaissent tardivement et marquent la fin de la vie de la plante. Généralement, les orobanches fleurissent au début du printemps.[réf. nécessaire]
Les graines minuscules, plus de 100 000 par individu à pouvoir germinatif très long, sont brun foncé, tendant à noircir avec le temps. La floraison intervient en principe de la fin de l'hiver à la fin du printemps.

## Biologie
Ces plantes psammophytes sans chlorophylle dépendent entièrement de plantes-hôtes pour les éléments nutritifs dont elles ont besoin : ce sont des holoparasites. Les semences d'orobanches émettent après la germination une pousse à l'aspect de racine qui se fixe sur les racines des plantes-hôtes les plus proches, et dès lors la plante reçoit l'eau et les éléments nutritifs de la plante-hôte.
Certaines espèces sont très spécialisées et dépendent d'une seule espèce-hôte, comme l'orobanche du lierre (Orobanche hederae), qui ne peut parasiter que le lierre ou les Aralia cultivés (qui appartiennent à la même famille que le lierre). 

Ces espèces sont généralement désignées par le nom de la plante parasitée. D'autres sont capables de parasiter plusieurs espèces ou genres, ainsi Orobanche minor qui croît aussi bien sur le trèfle que sur divers genres apparentés des Fabacées.

## Nuisance pour l'agriculture
Plusieurs espèces d'orobanches sont des nuisances pour les plantes de grande culture dont elles affectent le rendement, en particulier dans les régions tempérées les espèces suivantes : Orobanche aegyptiaca, Orobanche crenata, Orobanche foetida, Orobanche cernua, et Orobanche ramosa. 
L'orobanche du chanvre (Orobanche ramosa), originaire d'Europe centrale et méridionale, mais largement naturalisée ailleurs, constitue une menace importante pour les cultures dans certaines régions du monde. Les plantes parasitées sont nombreuses : tomates, aubergines, pommes de terre, choux, coléus, piments, tournesols, céleris et haricots. Dans les régions fortement infestées, cette orobanche peut ruiner les cultures concernées.

## Liste des espèces
Selon Plants of the World online (POWO) (15 avril 2021) :
- Orobanche aconiti-lycoctoni Moreno Mor., G.Gómez, Ó.Sánchez, Carlón & M.Laínz
- Orobanche aegyptiaca Pers.
- Orobanche alba Stephan ex Willd.
- Orobanche alsatica Kirschl.
- Orobanche amethystea Thuill.
- Orobanche amoena C.A.Mey.
- Orobanche anatolica Boiss. & Reut.
- Orobanche androssovii Novopokr.
- Orobanche angustelaciniata Gilli
- Orobanche apuana Domina & Soldano
- Orobanche arenaria Borkh.
- Orobanche arizonica L.T.Collins
- Orobanche armena Tzvelev
- Orobanche arpica Piwow., Ó.Sánchez & Moreno Mor.
- Orobanche artemisiae-campestris Vaucher ex Gaudin
- Orobanche astragali Mouterde
- Orobanche auranitica Mouterde
- Orobanche australiana F.Muell.
- Orobanche australis Moris ex Bertol.
- Orobanche ballii (Maire) Domina
- Orobanche ballotae A.Pujadas
- Orobanche balsensis (J.A.Guim.) Carlón, M.Laínz, Moreno Mor. & Ó.Sánchez
- Orobanche bartlingii Griseb.
- Orobanche baumanniorum Greuter
- Orobanche benkertii Rätzel & Uhlich
- Orobanche boninsimae (Maxim.) Tuyama
- Orobanche borissovae Novopokr.
- Orobanche brachypoda Novopokr.
- Orobanche brassicae (Novopokr.) Novopokr.
- Orobanche bulbosa Beck
- Orobanche caesia Rchb.
- Orobanche calendulae Pomel
- Orobanche californica Cham. & Schltdl.
- Orobanche campanulae Rätzel, Ristow & Uhlich
- Orobanche camphorosmae (Carlón, G.Gómez, M.Laínz, Moreno Mor., Ó.Sánchez & Schneew.) A.Pujadas & Triano
- Orobanche camptolepis Boiss. & Reut.
- Orobanche canescens C.Presl
- Orobanche caryophyllacea Sm.
- Orobanche castellana Reut.
- Orobanche cathae Deflers
- Orobanche caucasica Beck
- Orobanche centaurina Bertol.
- Orobanche cernua Loefl.
- Orobanche chilensis (Phil.) Beck
- Orobanche chironii Lojac.
- Orobanche chrysacanthi Maire
- Orobanche cistanchoides Beck
- Orobanche clarkei Hook.f.
- Orobanche clausonis Pomel
- Orobanche coelestis (Reut.) Boiss. & Reut. ex Beck
- Orobanche coerulescens Stephan ex Willd.
- Orobanche cohenii Domina & Danin
- Orobanche connata K.Koch
- Orobanche cooperi (A.Gray) A.Heller
- Orobanche corymbosa (Rydb.) Ferris
- Orobanche crenata Forssk.
- Orobanche cumana Wallr.
- Orobanche cypria Reut. ex Kotschy
- Orobanche cyrenaica Beck ex E.A.Durand & Barratte
- Orobanche cyrnea Jeanm., Habashi & Manen
- Orobanche dalmatica (Beck) Tzvelev
- Orobanche daninii Domina & Raimondo
- Orobanche densiflora Salzm. ex Bertol.
- Orobanche denudata Moris
- Orobanche dhofarensis M.J.Y.Foley
- Orobanche ducellieri Maire
- Orobanche dugesii (S.Watson) Munz
- Orobanche ebuli Huter & Rigo
- Orobanche elatior Sutton
- Orobanche eriophora Bornm. & Gauba
- Orobanche esulae Pancic
- Orobanche fasciculata Nutt.
- Orobanche flava Mart. ex F.W.Schultz
- Orobanche foetida Poir.
- Orobanche fuscovinosa Maire
- Orobanche gamosepala Reut.
- Orobanche georgii-reuteri (Carlón, G.Gómez, M.Laínz, Moreno Mor., Ó.Sánchez & Schneew.) A.Pujadas
- Orobanche glabricaulis Tzvelev
- Orobanche gracilis Sm.
- Orobanche gratiosa (Webb & Berthel.) Linding.
- Orobanche grenieri F.W.Schultz
- Orobanche grisebachii Reut.
- Orobanche grossheimii Novopokr.
- Orobanche gussoneana (Lojac.) ined.
- Orobanche haenseleri Reut.
- Orobanche hansii A.Kern.
- Orobanche hederae Duby
- Orobanche hirtiflora (Reut.) Burkill
- Orobanche humbertii Maire
- Orobanche hymenocalyx Reut.
- Orobanche hypertomentosa M.J.Y.Foley
- Orobanche iammonensis A.Pujadas & P.Fraga
- Orobanche iberica (Beck) Tzvelev
- Orobanche inexspectata (Carlón, G.Gómez, M.Laínz, Moreno Mor., Ó.Sánchez & Schneew.) Domina, Greuter, P.Marino & P.Schäf.
- Orobanche ingens (Beck) Tzvelev
- Orobanche inulae Novopokr. & Abramov
- Orobanche javakhetica Piwow., Ó.Sánchez & Moreno Mor.
- Orobanche kashmirica C.B.Clarke ex Hook.f.
- Orobanche kelleri Novopokr.
- Orobanche kotschyi Reut.
- Orobanche krylowii Beck
- Orobanche kurdica Boiss. & Hausskn.
- Orobanche lainzii (Gómez Nav., Roselló, Peris, A.Valdés & Sanchis) Triano & A.Pujadas
- Orobanche laserpitii-sileris Reut. ex Jord.
- Orobanche latisquama (F.W.Schultz) Batt.
- Orobanche lavandulacea Rchb.
- Orobanche laxissima Uhlich & Rätzel
- Orobanche leptantha Pomel
- Orobanche libanotica (Schweinf. ex Boiss.) Dinsm.
- Orobanche litorea Guss.
- Orobanche longibracteata Schiman-Czeika
- Orobanche loscosii Carlón, M.Laínz, Moreno Mor. & Ó.Sánchez
- Orobanche ludoviciana Nutt.
- Orobanche lutea Baumg.
- Orobanche lycoctoni Rhiner
- Orobanche megalantha Harry Sm.
- Orobanche minor Sm.
- Orobanche mlokosiewiczii Piwow., Ó.Sánchez & Moreno Mor.
- Orobanche montserratii A.Pujadas & D.Gómez
- Orobanche multiflora Nutt.
- Orobanche mupinensis Hu
- Orobanche muteliformis M.J.Y.Foley
- Orobanche mutelii F.W.Schultz
- Orobanche nana Noë ex Rchb.
- Orobanche nowackiana Markgr.
- Orobanche olbiensis (Coss.) Nyman
- Orobanche ombrochares Hance
- Orobanche orientalis Beck
- Orobanche owerinii (Beck) Beck
- Orobanche oxyloba (Reut.) Beck
- Orobanche palaestina Reut.
- Orobanche pancicii Beck
- Orobanche parishii (Jeps.) Heckard
- Orobanche penduliflora Gilli
- Orobanche perangustata M.J.Y.Foley
- Orobanche picridis F.W.Schultz
- Orobanche pinorum Geyer ex Hook.
- Orobanche portoilicitana A.Pujadas & M.B.Crespo
- Orobanche psila C.B.Clarke
- Orobanche pubescens d'Urv.
- Orobanche purpurea Jacq.
- Orobanche pycnostachya Hance
- Orobanche ramosa L.
- Orobanche rapum-genistae Thuill.
- Orobanche rechingeri Gilli
- Orobanche resedarum (Carlón, G.Gómez, M.Laínz, Moreno Mor., Ó.Sánchez & Schneew.) A.Pujadas & Triano
- Orobanche reticulata Wallr.
- Orobanche reuteriana (Rchb.f.) M.B.Crespo & A.Pujadas
- Orobanche rigens Loisel.
- Orobanche riparia L.T.Collins
- Orobanche robbinsii Heckard ex Colwell & Yatsk.
- Orobanche rosmarina Welw. ex Beck
- Orobanche rubi Vaucher ex Duby
- Orobanche salviae F.W.Schultz ex W.D.J.Koch
- Orobanche sanguinea C.Presl
- Orobanche santolinae Loscos & J.Pardo
- Orobanche schelkovnikovii Tzvelev
- Orobanche schultzii Mutel
- Orobanche schweinfurthii Beck
- Orobanche septemloba (Beck) Tzvelev
- Orobanche sinensis Harry Sm.
- Orobanche singarensis Beck
- Orobanche sintenisii Beck
- Orobanche solenanthi Novopokr. & Pissjauk.
- Orobanche sordida C.A.Mey.
- Orobanche spectabilis Reut.
- Orobanche staehelinae D.Pav., Michaud, Véla & J.-M.Tison
- Orobanche stocksii Boiss.
- Orobanche subbaetica Triano & A.Pujadas
- Orobanche tacnaensis Mattf.
- Orobanche tarapacana Phil.
- Orobanche tetuanensis Ball
- Orobanche teucrii Holandre
- Orobanche thapsoides Lojac.
- Orobanche transcaucasica Tzvelev
- Orobanche tricholoba (Reut.) Domina
- Orobanche turcica G.Zare & Dönmez
- Orobanche uniflora L.
- Orobanche uralensis Beck
- Orobanche valida Jeps.
- Orobanche vallicola (Jeps.) Heckard
- Orobanche variegata Wallr.
- Orobanche weberbaueri Mattf.
- Orobanche yuennanensis (Beck) Hand.-Mazz.
- Orobanche zajaciorum Piwow.
- Orobanche zosimii (M.J.Y.Foley) Domina

## Synonymes
Selon Plants of the World online (POWO) (15 avril 2021), les genres suivants sont inclus dans le genre Orobanche et sont donc synonymes :
- Aphyllon Mitch.
- Boulardia F.W.Schultz
- Catodiacrum Dulac
- Ceratocalyx Coss.
- Chorobanche C.Presl
- Gymnocaulis (Nutt.) Nutt.
- Kopsia Dumort.
- Loxanthes Raf.
- Myzorrhiza Phil.
- Necranthus Gilli
- Phelipanche Pomel
- Platypholis Maxim.
- Thalesia Raf. ex Britton